# Hydriomena lucifasciata
Hydriomena lucifasciata är en fjärilsart som beskrevs av Meves 1914. Hydriomena lucifasciata ingår i släktet Hydriomena och familjen mätare. Inga underarter finns listade i Catalogue of Life.